# Ministère fédéral de la Famille (Allemagne)
Pour les articles homonymes, voir Ministère fédéral de la Famille.
Le ministère fédéral de la Famille, des Personnes âgées, des Femmes et de la Jeunesse (Bundesministerium für Familie, Senioren, Frauen und Jugend, BMFSFJ) est le ministère du Gouvernement fédéral allemand chargé des questions familiales, de l’égalité entre les hommes et les femmes et du service civil.
Il est dirigé depuis le 6 mai 2025 par Karin Prien (CDU).

## Mission
Le ministère est chargé :
- de la politique familiale ;
- de la politique à destination des personnes âgées ;
- de la politique en matière de droit des femmes ;
- de la politique à destination de l’enfance et de la jeunesse ;
- du service civil ;
- de volontariat et d’aide sociale caritative.

## Organisation
Le ministère est une administration fédérale suprême. Le budget fédéral attribue au ministère 5,250 milliards d’euros pour 2007.
Il est organisé en six sections :
- section Z : Section centrale ;
- section 1 : Engagement
- section 2 : Famille ;
- section 3 : Personnes âgées ;
- section 4 : Égalité entre les femmes et les hommes ;
- section 5 : Enfance et jeunesse.

Le ministre fédéral est assisté de deux secrétaires d’État parlementaires et d’un secrétaire d’État. Le délégué fédéral au Service civil (Bundesbeauftragter für den Zivildienst) est attaché auprès du ministre.
Le siège principal du ministère est à Berlin ; il dispose également d’une siège secondaire à Bonn, qui compte plus d’employés.

## Histoire
Le ministère fédéral des Questions familiales (Bundesministerium für Familienfragen) est créé en 1953.
En 1969, il est fusionné avec le ministère fédéral de la Santé pour créer le ministère fédéral de la Jeunesse, des Femmes et de la Santé (Bundesministerium für Jugend, Familie und Gesundheit).
En 1991, ce ministère est scindé. La Santé redevient un portefeuille indépendant, et les autres compétences sont réunies en deux ministères : le ministère fédéral des Femmes et de la Jeunesse (Bundesministerium für Frauen und Jugend) et le ministère fédéral de la Famille et des Personnes âgées (Bundesministerium für Familie und Senioren).
En 1994, ces deux ministères sont réunis pour donner l’actuel ministère.

## Liste des ministres
| Nom                                                                                             | Nom                                         | Dates du mandat | Dates du mandat | Parti  | Cabinet(s)                          |
| ----------------------------------------------------------------------------------------------- | ------------------------------------------- | --------------- | --------------- | ------ | ----------------------------------- |
|                                                                                                 | Franz-Josef Wuermeling                      | 20/10/1953      | 13/12/1962      | CDU    | Adenauer II, III et IV              |
|                                                                                                 | Bruno Heck                                  | 14/12/1962      | 02/10/1968      | CDU    | Adenauer V Erhard I et II Kiesinger |
|                                                                                                 | Aenne Brauksiepe                            | 16/10/1968      | 21/10/1969      | CDU    | Kiesinger                           |
|                                                                                                 | Käte Strobel                                | 22/10/1969      | 15/12/1972      | SPD    | Brandt I                            |
|                                                                                                 | Katharina Focke                             | 15/12/1972      | 14/12/1976      | SPD    | Brandt II Schmidt I                 |
|                                                                                                 | Antje Huber                                 | 16/12/1976      | 28/04/1982      | SPD    | Schmidt I, II et III                |
|                                                                                                 | Anke Fuchs                                  | 28/04/1982      | 01/10/1982      | SPD    | Schmidt III                         |
|                                                                                                 | Heiner Geißler                              | 04/10/1982      | 26/09/1985      | CDU    | Kohl I et II                        |
|                                                                                                 | Rita Süssmuth                               | 26/09/1985      | 09/12/1988      | CDU    | Kohl II et III                      |
|                                                                                                 | Ursula Lehr                                 | 09/12/1988      | 18/01/1991      | CDU    | Kohl III                            |
|                                                                                                 | Angela Merkel Femmes et Jeunesse            | 18/01/1991      | 17/11/1994      | CDU    | Kohl IV                             |
|                                                                                                 | Hannelore Rönsch Famille et Personnes âgées | 18/01/1991      | 17/11/1994      | CDU    | Kohl IV                             |
|                                                                                                 | Claudia Nolte                               | 17/10/1994      | 26/10/1998      | CDU    | Kohl V                              |
|                                                                                                 | Christine Bergmann                          | 27/10/1998      | 17/10/2002      | SPD    | Schröder I                          |
|                                                                                                 | Renate Schmidt                              | 22/10/2002      | 18/10/2005      | SPD    | Schröder II                         |
|                                                                                                 | Ursula von der Leyen                        | 22/11/2005      | 27/11/2009      | CDU    | Merkel I et II                      |
|                                                                                                 | Kristina Schröder                           | 30/11/2009      | 17/12/2013      | CDU    | Merkel II                           |
|                                                                                                 | Manuela Schwesig                            | 17/12/2013      | 02/06/2017      | SPD    | Merkel III                          |
|                                                                                                 | Katarina Barley                             | 02/06/2017      | 14/03/2018      | SPD    | Merkel III                          |
|                                                                                                 | Franziska Giffey                            | 14/03/2018      | 19/05/2021      | SPD    | Merkel IV                           |
|                                                                                                 | Christine Lambrecht (intérim)               | 20/05/2021      | 8/12/2021       | SPD    | Merkel IV                           |
|                                                                                                 | Anne Spiegel                                | 8/12/2021       | 11/04/2022      | Grünen | Scholz                              |
|                                                                                                 | Lisa Paus                                   | 25/04/2022      | 06/05/2025      | Grünen | Scholz                              |
|                                                                                                 | Karin Prien                                 | 06/05/2025      | En fonction     | CDU    | Merz                                |
| Titre du portefeuille : - Depuis 2025 : Éducation, Famille, Personnes âgées, Femmes et Jeunesse |                                             |                 |                 |        |                                     |